# كأس فرنسا 1970–71
كأس فرنسا 1970–71 (بالفرنسية: Coupe de France de football 1970-1971)‏ هو الموسم 54 من كأس فرنسا. أشرف على تنظيمه اتحاد فرنسا لكرة القدم، وفاز فيه ستاد رين.